# Stretto di Baltijsk
Lo stretto di Baltijsk (in russo Балтийский пролив, Baltijskij proliv; in polacco Cieśnina Pilawska; in tedesco Pillauer Tief; in yiddish פּילאַווע קאַנאַל, Pilave kanal o דורכגאָס פֿון פּילאַווע, Durchgos fun Pilave) è un breve canale artificiale che collega la laguna della Vistola con il mar Baltico (baia di Danzica). Il canale si trova interamente in Russia (Oblast' di Kaliningrad).
Il canale fu scavato nel 1497 per consentire il traffico marittimo da e per la baia della Vistola, collegando al mare aperto le città di Königsberg (oggi Kaliningrad), Elbing (Elbląg) e Pillau (Baltijsk). Nel 1960 il canale fu ampliato ed ora misura 400 m di lunghezza e 12 m di profondità.
Lo stretto di Baltijsk, pur essendo in territorio russo, serve anche alcuni porti polacchi della baia della Vistola. La Polonia sta tuttavia studiando di scavare un secondo canale più a sud, in territorio polacco, per evitare i blocchi alla navigazione imposti periodicamente dalle autorità russe.